# Laguna 69
La laguna 69 es una pequeña laguna cerca de la ciudad de Yungay, en la región de Áncash, Perú. Es una de las más de 400 lagunas que forman parte del Parque Nacional Huascarán, el cual es considerado Reserva de la Biosfera por la UNESCO y Patrimonio Natural de la Humanidad. En época de deshielo, la laguna se nutre mediante una catarata que cae desde el Nevado Chacraraju.
Es uno de los destinos turísticos más importantes de la región, visitada principalmente por aficionados al senderismo y montañismo, dado su sencillo acceso y las espectaculares vistas que proporciona. La ruta turística de ascenso a la laguna parte desde el camping Cebolla Pampa y sigue por el lado derecho del arroyo que baja desde la misma laguna, el cual forma varias cascadas y cataratas.